# Wendy Williams (actrice pornographique)
Pour les articles homonymes, voir Wendy Williams et Williams.
Wendy Williams , née le 3 mai 1976 à Pikeville (Kentucky),est une actrice trans américaine de films pornographiques.
Elle a reçu l'AVN Award de la meilleure actrice trans pornographique de l'année, en 2009.

## Distinctions

### Récompenses
- 2009 AVN Award Actrice trans [pornographique] de l'année (Transsexual Performer of the Year)[2]
- 2010 XBIZ Award Actrice trans [pornographique] de l'année (Transsexual Performer of the Year)[3]

### Nominations
- 2006 AVN Award Actrice trans [pornographique] de l'année (Transsexual Performer of the Year)
- 2007 AVN Award Actrice trans [pornographique] de l'année (Transsexual Performer of the Year)
- 2008 AVN Award Actrice trans [pornographique] de l'année (Transsexual Performer of the Year)
- 2011 AVN Award Actrice trans [pornographique] de l'année (Transsexual Performer of the Year)